# Arkadiusz Chęciński
Arkadiusz Janusz Chęciński (ur. 5 czerwca 1971 w Sosnowcu) – polski samorządowiec i przedsiębiorca, od 2014 prezydent Sosnowca.

## Życiorys
Absolwent administracji publicznej w Wyższej Szkole Humanitas w Sosnowcu. Od 1992 do 2011 prowadził własną działalność gospodarczą.
Wstąpił do Platformy Obywatelskiej. W 2006 bez powodzenia kandydował z jej listy do rady miejskiej Sosnowca. Mandat radnego uzyskał cztery lata później. W 2011 objął stanowisko wiceprezydenta Sosnowca, w 2013 został powołany na członka zarządu województwa śląskiego.
W wyborach w 2014 ubiegał się o stanowisko prezydenta Sosnowca. Wygrał w drugiej turze głosowania, pokonując pełniącego dotychczas tę funkcję Kazimierza Górskiego z wynikiem blisko 63,2% głosów. W 2018 został wybrany na kolejną kadencję, otrzymując w pierwszej turze wyborów 66,7% głosów. Również w 2024 uzyskał reelekcję w pierwszej turze z wynikiem 62,3% głosów. Związał się w międzyczasie z ruchem Tak! Dla Polski, wszedł w skład jego zarządu krajowego. Wszedł w skład rad nadzorczych spółek samorządowych Dąbrowskie Wodociągi oraz ZOO Wrocław.